# Centromerus fagicola
Centromerus fagicola är en spindelart som beskrevs av Denis 1948. Centromerus fagicola ingår i släktet Centromerus och familjen täckvävarspindlar.
Artens utbredningsområde är Frankrike. Inga underarter finns listade i Catalogue of Life.